# Patriarchat Konstantynopolitański

Emblemat Ekumenicznego Patriarchy Konstantynopola Bartłomieja

Ekumeniczny Patriarchat Konstantynopolitański (gr. Οἰκουμενικὸν Πατριαρχεῖον Κωνσταντινουπόλεως, Oikoumenikòn Patriarcheîon Konstantinoupóleos, tur. Rum Ortodoks Patrikhanesi, İstanbul Ekümenik Patrikhanesi) – starożytny Kościół, którego początki sięgają czasów apostolskich.

## Historia
Zgodnie z Tradycją, Kościół został założony przez apostoła Andrzeja, który głosił Ewangelię w Azji Mniejszej, w okolicach Morza Czarnego, Tracji i Achai. Z tego też powodu Patriarchat Ekumeniczny ustanowił dzień pamięci świętego (30 listopada, 13 grudnia) dniem Tronu Patriarszego. Apostolskość tego Kościoła jest również związana z osobą apostoła i ewangelisty Jana Teologa, który nauczał w Azji Mniejszej. Napisaną przez siebie Apokalipsę zaadresował on do „siedmiu kościołów w Azji”: w Efezie, Smyrnie, Pergamonie, Tiatyrze, Sardes, Filadelfii i Laodycei, które od IV wieku znajdują się w jurysdykcji Konstantynopola. W rzeczywistości początki tego Kościoła zbiegają się z ustanowieniem w Konstantynopolu stolicy cesarstwa rzymskiego w 330. W tym też okresie wyłączono Konstantynopol z jurysdykcji metropolii Heraklei i przyznano jego biskupowi honorowe pierwszeństwo zaraz po Rzymie. 
W ciągu stuleci Kościół Bizancjum odgrywał i wciąż odgrywa bardzo znaczącą rolę w prawosławnym świecie. Od czasów wielkiej schizmy w 1054, patriarcha ekumeniczny jest honorowym przywódcą prawosławia, noszącym tytuł „primus inter pares”. Jego rolą jest inicjowanie i koordynowanie działań pomiędzy Kościołami lokalnymi, zwoływanie panprawosławnych soborów i spotkań oraz prowadzenie dialogu z przedstawicielami innych wyznań i religii. Od 1991, na czele Kościoła stoi patriarcha Bartłomiej I noszący tytuł Arcybiskupa Konstantynopola Nowego Rzymu i Patriarchy ekumenicznego. Patriarcha Bartłomiej, 270. patriarcha w 2000-letniej historii Kościoła, jest znany ze swej działalności na rzecz pojednania chrześcijan, dialogu międzyreligijnego i ochrony środowiska naturalnego.

## Struktura
W jurysdykcji Patriarchatu  znajduje się 5 diecezji w europejskiej części Turcji (ok. 30 tys. wiernych), 35 w północnej Grecji, 10 na greckich wyspach a także wiele w Europie, obu Amerykach (ponad 2 mln wiernych), Azji, Australii i Nowej Zelandii. Połączone są one w większe jednostki administracyjne:

### W Turcji
1. Arcybiskupstwo Konstantynopola
2. Metropolia Chalcedonu
3. Metropolia Derkosu
4. Metropolia Wysp Książęcych
5. Metropolia Imbros i Tenedos

### W Grecji
- Kreta
  - Autonomiczny Kościół Krety
    - Arcybiskupstwo Krety i 8 metropolii
- Dodekanez

1. Metropolia wyspy Rodos
2. Metropolia wysp Kos i Nisiros
3. Metropolia wyspy Karpatos
4. Metropolia wysp Leros, Kalimnos i Astipalea
5. Metropolia wysp Simi i Kasos

- „Nowe Ziemie” (36 metropolii)

### W innych krajach
1. Estoński Apostolski Kościół Prawosławny
2. Fiński Kościół Prawosławny
3. Ukraiński Kościół Prawosławny Kanady
4. Ukraiński Kościół Prawosławny Stanów Zjednoczonych[2]
5. Zachodnioeuropejski Egzarchat Parafii Rosyjskich (zlikwidowany 27 listopada 2018 r.)[3]
6. Arcybiskupstwo Australii
7. Arcybiskupstwo Szwajcarii
8. Arcybiskupstwo Tiatyry i Wielkiej Brytanii
9. Metropolia Austrii i egzarchat Węgier
10. Metropolia Belgii i egzarchat Niderlandów i Luksemburga
11. Metropolia Buenos Aires
12. Metropolia Francji[4]
13. Metropolia Hiszpanii i Portugalii
14. Metropolia Hongkongu i południowo-wschodniej Azji
15. Metropolia Korei
16. Metropolia Meksyku
17. Metropolia Niemiec
18. Metropolia Nowej Zelandii
19. Metropolia Panamy, Ameryki Środkowej i Karaibów[5]
20. Metropolia Singapuru i południowej Azji
21. Metropolia Szwecji i całej Skandynawii
22. Metropolia Toronto
23. Metropolia Włoch i Malty
24. Grecka Prawosławna Archidiecezja Ameryki[6] (8 metropolii)
25. Albańska Prawosławna Diecezja Ameryki[7]
26. Amerykańska Karpato-Rusińska Diecezja[8]
27. Prawosławny Wikariat Palestyńsko-Jordański w Stanach Zjednoczonych[9]
28. Ukraiński Autokefaliczny Kościół Prawosławny w Diasporze[10]

Patriarcha ekumeniczny sprawuje również pieczę nad takimi ośrodkami monastycznymi jak Atos i Patmos. Natomiast w Chambésy w Szwajcarii, Patriarchat posiada Centrum Prawosławne, ważny ośrodek akademicki, miejsce spotkań prawosławnych z całego świata. Kościół posiada także własne szkoły teologiczne i wydawnictwa m.in. Holy Cross Greek Orthodox School of Theology, czy też słynną Szkołę Teologiczną na Chalki, zamkniętą przez Turków w 1971. Liczbę wiernych Patriarchatu Ekumenicznego szacuje się na 7 mln. Siedziba patriarchy znajduje się na Fanarze w Turcji, jednak jej przyszłość jest wciąż bardzo niepewna w związku z ogromną presją rządu tureckiego na patriarchę, by opuścił kraj.

## Zaangażowanie ekumeniczne
Kościół włączył się w działalność Globalnego Forum Chrześcijańskiego.